# سیتاس (فرمانده بیزانسی)
( یونانی: Σίττας Σίττας ; درگذشت ۵۳۸) یک فرمانده نظامی بیزانسی در زمان امپراتور ژوستینین یکم (۵۲۷–۵۶۵) بود. در طول جنگ ایبری علیه امپراتوری ساسانی ، سیتاس فرماندهی نیروها را در ارمنستان به عهده گرفت، مشابه وضعیتی که بلیساریوس در بین النهرین داشت. او در جنگ ساتالا بر ساسانیان پیروز شد.

## زندگینامه
سیتاس شوهر کومیتو, خواهر بزرگ امپراتور تئودورا, و پدر احتمالی ملکه بعدی سوفیا بود . 
منشا سیتاس مبهم است. بیزانسیان نام او را گوتیایی یا تراکی عنوان کرده اند  ، اما تبار نظری او از گوت‌ها یا تراکیان در منابع اولیه ذکر نشده است. او در زمان سلطنت امپراتور جاستین اول (۵۱۸–۵۲۷) به عنوان دوریفوروس (بادیگارد) در گارد ژوستینیان وارد تاریخ شد، سپس به فرمانداری پرایتوری شرق منصوب شد. 

نقشه مرز بیزانس و ایران

در سال ۵۲۷، سیتاس و بلیساریوس فرماندهی حمله به ارمنستان ساسانی را به عهده گرفتند. آنها در غارت منطقه و دستگیری تعداد قابل توجهی از اسرای ارمنی موفق بودند. آنها در اواخر سال تلاش کردند تا به بقیه مناطق مرزبانی ارمنستان حمله کنند اما از آراتیوس و نرسه شکست خوردند. 
در سال ۵۲۸ سیتاس به عنوان یک مقام نظامی جدید برای هر ارمنی منصوب شد. طبق گفته‌های ملالاس و تئوفان اعتراف‌کننده، سیتاس اسکرینیاری (مقامات اداری) خود را در میان مردم محلی ارمنی استخدام کرد، زیرا آنها را بیشتر با قلمرو آشنا می‌دانست.  پروکوپیوس پیروزی سیتاس را بر Tzanni ، قبیله ای از قفقاز ، که منجر به حملات گاه به گاه در مناطق مجاور می شد، ثبت می کند. سیتاس با موفقیت آنها را از بت پرستی به مسیحیت تبدیل کرد و راهزنان سابق را در ارتش بیزانس استخدام کرد . 
در سال ۵۳۰، سیتاس همچنین مقام استاد سربازان در حضور [امپراتور] را دریافت کرد. در همان سال، سیتاس و دوروتئوس از تئودوسیوپلیس در برابر یک نیروی مهاجم از امپراتوری ساسانی، که بخشی از جنگ جاری ایبری بین امپراتور ژوستینیانوس و شاه پارس، کاواد اول (ح. ۴۸۸-۵۳۱) بود، دفاع کردند. پروکوپیوس خاطرنشان می‌کند که نیروهای رومی توانستند اردوگاه دشمن را غارت کنند. سیتاس همچنین با حمله به ارتش بزرگتر در عقب و وادار کردن آنها به عقب‌نشینی ( نبرد ساتالا ) از ساتالا در برابر نیروی مهاجم دفاع کرد. تهاجم متوقف شد و ساسانیان پس از دو شکست به ایران عقب‌نشینی کردند. 
پس از شکست بلیزاریوس در نبرد کالینیکوم (۱۹ آوریل ۵۳۱)، سیتاس جایگزین او در رهبری نیروهای شرق شد.  سیتاس و الحارث بن جباله در طی محاصره شهیروپلیس در شهر نزدیک آمد اردو زدند، اما از درگیری اجتناب کردند زیرا ایرانیان در آنجا دست برتر را داشتند. با این حال، قباد پس از یک سال درگذشت و پسر و جانشین او خسرو انوشیروان (ح. ۵۳۱–۵۷۹ پس از میلاد) علاقه‌مند به تثبیت موقعیت داخلی خود فعلاً بود و مذاکرات برای صلح را آغاز کرد. قرارداد " صلح همیشگی " (که در نهایت ده سال به طول انجامید) در سپتامبر ۵۳۲ به امضا رسید که بر اساس شرایط تمام سرزمین‌های بیزانسی که تحت حکومت امپراتور ژوستینیانوس از دست رفته بود، بازگردانده می‌شد و بیزانسی‌ها خراج سنگینی در ازای صلح پرداخت می‌کردند و کشور ایبریا در کنترل ساسانیان باقی ماند.
سیتاس در سال ۵۳۵ عنوان افتخاری پاتریسیون را دریافت کرد. در همان سال نیز با پیروزی در برابر بلغارها در موزیا توسط ایاتروس ( یانترا ) اعتبار یافت. وی در سال ۵۳۶ به عنوان کنسول افتخاری منصوب شد.  در سال ۵۳۸/۵۳۹ سیتاس به ارمنستان بازگردانده شد تا در اعتراض به مالیات سنگین با شورشی روبرو شود. سیتاس با شکست در مذاکرات صلح شروع به مبارزه فعال کرد. در نبرد اونوکالکون، ماهیت زمین هر دو ارتش را مجبور کرد تا در گروه‌های پراکنده بجنگند تا نیروهای متحد. پروکوپیوس ثبت می‌کند که سیتاس توسط اردوان ، رهبر شورش یا سلیمان، یک شورشی ناشناخته کشته شد. 